# Plátanos (Retimno)
Plátanos (em grego: Πλάτανος) ou Plátanias, é uma aldeia do interior sul de Creta, da unidade regional de Retimno, no município de Amári, na unidade municipal de Curítes. Seu nome deriva de um plátano localizado no meio da vila. Situada a 580 metros acima do nível do mar, próxima a ela estão as vilas de Árdactos e Lochriá. Segundo censo de 2011, têm 496 habitantes.